# Comtat de Bigorra
El comtat de Bigorra (en occità: Comtat de Bigòrra) fou una jurisdicció feudal d'Aquitània a la regió de Tarba (Tarbes) que va prendre el seu nom d'un castell. El bascos l'anomenen Baigorri.
El comtat va ser reconegut pel rei Lluís I de França el Piadós a Donat I Llop, fill del duc de Gascunya Llop Cèntul, el 819; Donat I Llop fou avi de Ramon II de Pallars-Ribagorça i germà de Cèntul, investit com a vescomte de Bearn. Sembla que Donat I Llop encara era el comte quan els normands van assolar Tarba el 840. Un fill, Donat II Donat, es considera tradicionalment que el va succeir. La seva mort prematura sense descendents, va fer que el succeís el seu germà Llop I que va morir cap al 910. A la seva mort el seu fill Donat III Llop de Bigorra va rebre el comtat de Bigorra. Paral·lelament el seu suposat germà Ramon II va rebre els comtats de Pallars i Ribagorça, mentre que Mansió, l'altre germà, va rebre el Vescomtat de Lavedan.

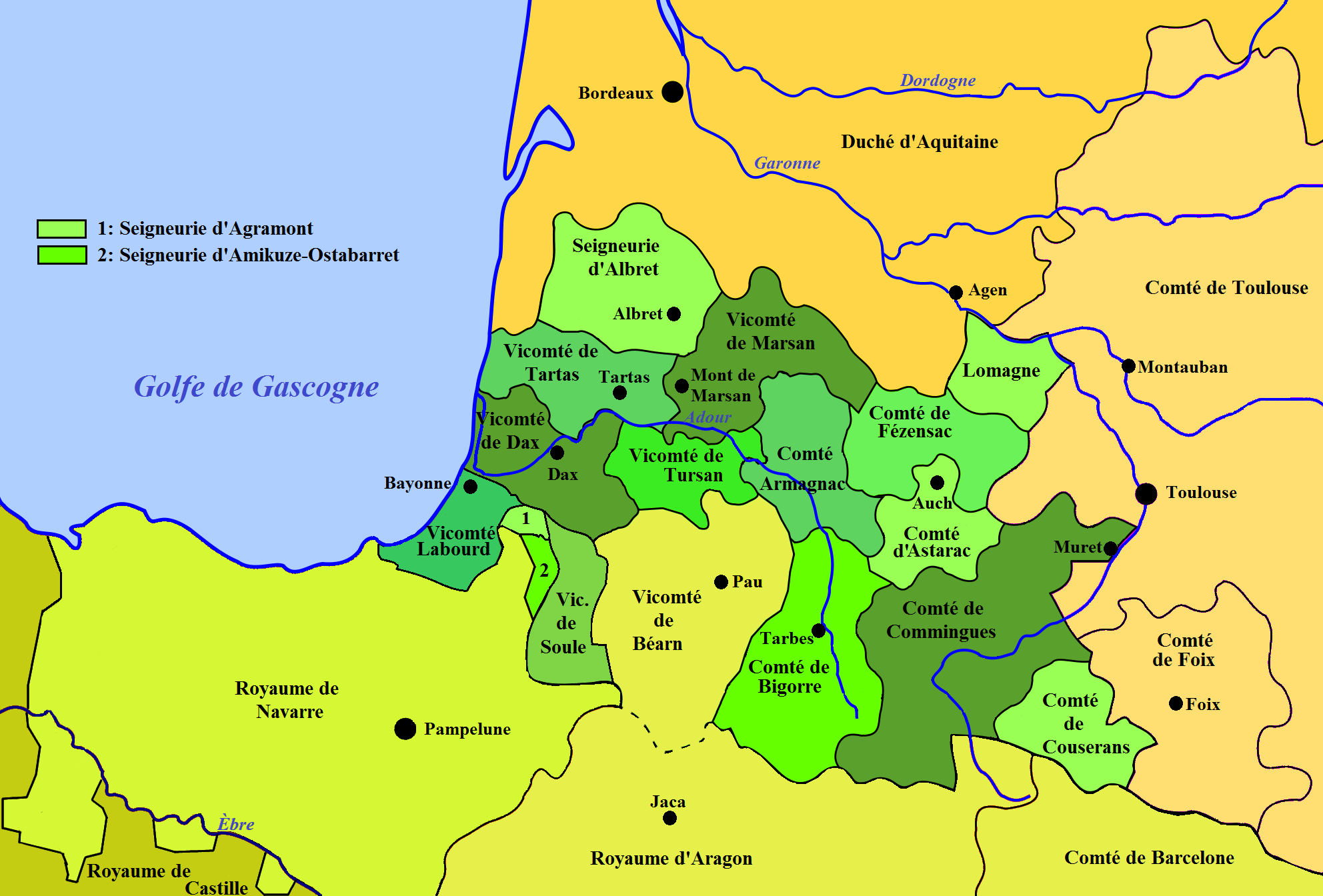
Mapa dels feus gascons el 1150.

El 945 ja s'esmenta a Ramon I Donat, fill de Donat III Llop de Bigorra. Es creu que el seu fill Arnau va morir abans que ell i el jove net Garcia Arnau I fou comte sota tutela del seu oncle Lluís I (germà d'Arnau). Garcia Arnau I va morir passat l'any 1000 i només va deixar una filla, Garsenda de Bigorra, que es va casar amb Bernat I de Foix (pel que eren les segones noces), que en el repartiment d'aquest comtat havia rebut les terres de Foix. Bernat I, que va portar el títol de comte de Bigorra, comte de Carcassona i comte de Comenge va morir entre 1035 i 1038 i Garsenda el 1038. Al morir va deixar les terres carcassoneses i Foix al seu fill gran Roger (de la primera muller Beatriu) al que després de la seva mort el 1064 el va heretar sa germà Pere, amb el que s'inicià la línia de comtes de Foix; Bernat II, fill de la segona dona de Bernat I, Garsenda, va rebre de la mare el comtat de Bigorra. Va morir el 1077 i el va succeir el seu fill Ramon II, que va morir el 1080 sense successió i havent premort la seva germana; la successió va passar a l'altra germana (d'un segon matrimoni de Bernat II amb Estefania de Marsella) Beatriu I. Es va casar amb Cèntul V de Bearn (I de Bigorra). Van tenir dos fills, el primer Bernat III fou el successor però va morir el 1113 deixant només una filla, Beatriu II que va morir uns mesos després soltera. Va ser proclamat comte Cèntul II, germà de Bernat III, aliat del rei Alfons I d'Aragó el Bataller, però va morir el 1128 i només va deixar una filla, Beatriu III, casada amb Pere, vescomte de Marçan.
Beatriu III va morir vers el 1170 i la va succeir el seu fill Cèntul III (o Pere Cèntul) que també fou vescomte de Marsan. Del seu matrimoni amb Matella de Baus només va deixar una filla, Beatriu IV (Estefania) comtessa de Bigorra i vescomtessa de Marsan, que va morir el 1190. Va estar casada amb Pere vescomte de Dacs i amb Bernat IV (VII) comte de Comenge. Aquest li va sobreviure (va morir el 1226) però del seu matrimoni només va quedar una filla, Peronella, que va heretar Bigorra i Marsan. Es va casar cinc vegades i del tercer matrimoni amb Guiu de Montfort, segurament per salvar el comtat, va tenir una filla anomenada Alícia; i del darrer matrimoni una filla anomenada Mata. Aquestes dues filles van sobreviure a la mare i es van repartir el comtat de Bigorra (Marsan va anar sencer a Mata) que es va casar amb Gastó de Montcada (que fou comte II de Bigorra, i vescomte VII de Bearn). L'altra part de Bigorra va anar a Alícia i a la seva mort al seu fill Esquivat I, nascut del matrimoni amb Jordà de Chabanas; Esquivat fou comte de part de Bigorra i vescomte de Coserans (i senyor de Chabanas). A la seva mort el 1283, el vescomte de Bearn i comte de part de Bigorra va reclamar la successió de tot el comtat en nom de la seva filla Constança que, morta la seva mare, va ser proclamada comtessa. El rei, davant les reivindicacions de Laura, germana d'Esquivat, casada amb el vescomte de Turena, i de Constança de Montcada, va confiscar el comtat el 1307. Constança va morir el 1311 i va traspassar els seus drets a sa germana Margarida (morta el 1319) que estava casada amb el comte Roger Bernat IV de Foix, anant així a passar al casal de Foix.
El 1360 els anglesos van obtenir el comtat però en van ser expulsats nou anys després (només van conservar Lorda fins al 1407) i el 1407 el rei el va donar en feu a Bernat d'Armanyac a qui, el 1415, el va comprar Joan I de Foix-Grailly, comte de Foix i va córrer la mateixa sort que el comtat de Foix.

## Llista de comtes de Bigorra
- Donat I Llop 819-c. 850 o 900
- Donat II Donat vers 900 ?
- Llop I vers 910, germà de l'anterior
- Donat III Llop, ?-945, fill
- Ramon I Donat 945-956, fill
- Lluís I Ramon de Bigorra, vers 970, fill
- Arnau I Ramon, vers 1000, germà
- Garcia Arnau I vers 1000, fill
- Garsenda de Bigorra després de 1000-1038
- Bernat de Comenge (Foix) vers 1000-1035/1038
- Bernat II 1038-1077
- Ramon II 1077-1080
- Beatriu I 1080-1096
- Cèntul I 1080-1090 (vescomte de Bearn)
- Bernat III 1096-1113
- Cèntul II 1114-1128
- Beatriu II 1128-1170
- Pere I 112-1163 (vescomte de Marsan)
- Cèntul III (Pere Cèntul) 1170-1178
- Beatriu III (Estefania) 1178-1190
- Bernat IV 1190-1225 (comte de Comenge numerat com a IV o VII)
- Peronella 1190-1251
- Alícia 1251-1255 (comtessa en part de Bigorra)
- Mata 1251-1272 (comtessa en part de Bigorra)
- Gastó VII de Montcada i de Bearn 1251-1290 (comte consort i regent en part de Bigorra)
- Esquivat 1255-1283 (vescomte de Coserans i senyor de Chabanas)
- Laura 1283-1307 (comtessa pretenent)
- Constança 1272-1307 (va mantenir el títol fins al 1311)
- confiscat per la corona francesa 1307-1360
- Margarida (pretenent) 1311-1319
- Cedida per França a Anglaterra (Tractat de Brétigny 1360)
- Expulsió dels anglesos 1369
- corona francesa 1369-1407
- Bernat d'Armanyac 1407-1415
- Joan I de Grailly comte de Foix 1415-1436 (comprat)
- Des 1436 formà part del Comtat de Foix amb el que entrà a la corona francesa el 1589